# Peridea moltrechti
Peridea moltrechti är en fjärilsart som beskrevs av Charles Oberthür 1911. Peridea moltrechti ingår i släktet Peridea och familjen tandspinnare. Inga underarter finns listade i Catalogue of Life.